# Consorzio Vino Chianti
Il Consorzio Vino Chianti è un'aggregazione di viticoltori attivi nelle province di Firenze, Siena, Arezzo, Pisa, Prato e Pistoia fondata nel 1927 a Firenze per tutelare e promuovere il vino Chianti "quale per tradizione antichissima è conosciuto in Italia e all'estero".

## Storia

### Nascita del consorzio

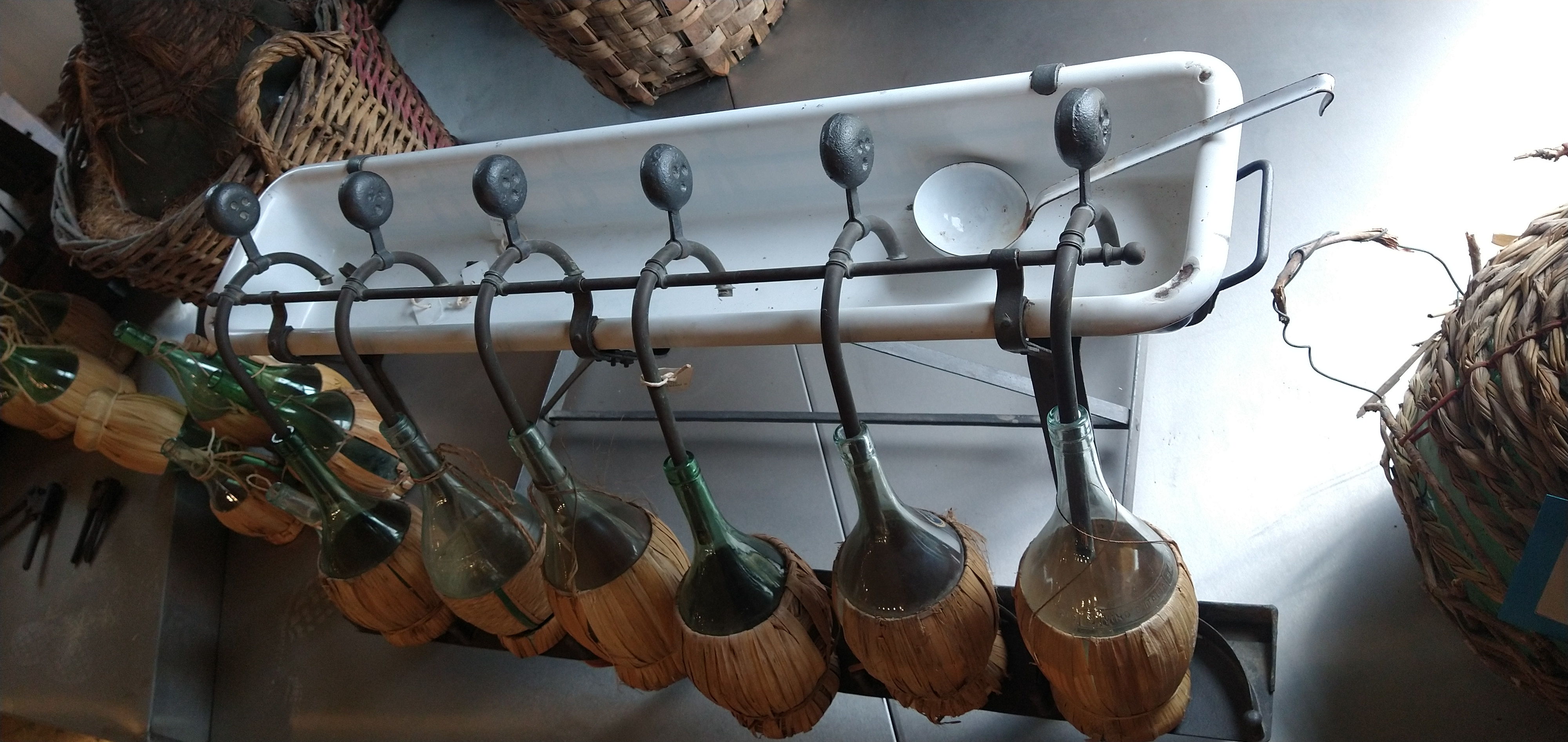
Strumento per imbottigliare il vino. Museo della vite e del vino di Montespertoli

Quando nei primi decenni del '900 il territorio del Chianti non riesce più a far fronte alla crescente domanda di vino rosso tipico del luogo, viticoltori di territori limitrofi iniziano a produrlo con gli stessi sistemi e gli stessi uvaggi, ma fuori dalla zona d'origine. In un primo momento il prodotto ottenuto viene chiamato "all'uso Chianti", ma in seguito viene venduto semplicemente come Chianti tout court.
Nasce quindi la necessità di tutelare il prodotto originale e difenderlo da plagi, adulterazioni e imitazioni spregiudicate. Il 22 febbraio 1927 prende quindi vita il Consorzio del vino Chianti per iniziativa di un gruppo di 30 viticoltori fiorentini, animati da spirito innovativo e imprenditoriale .

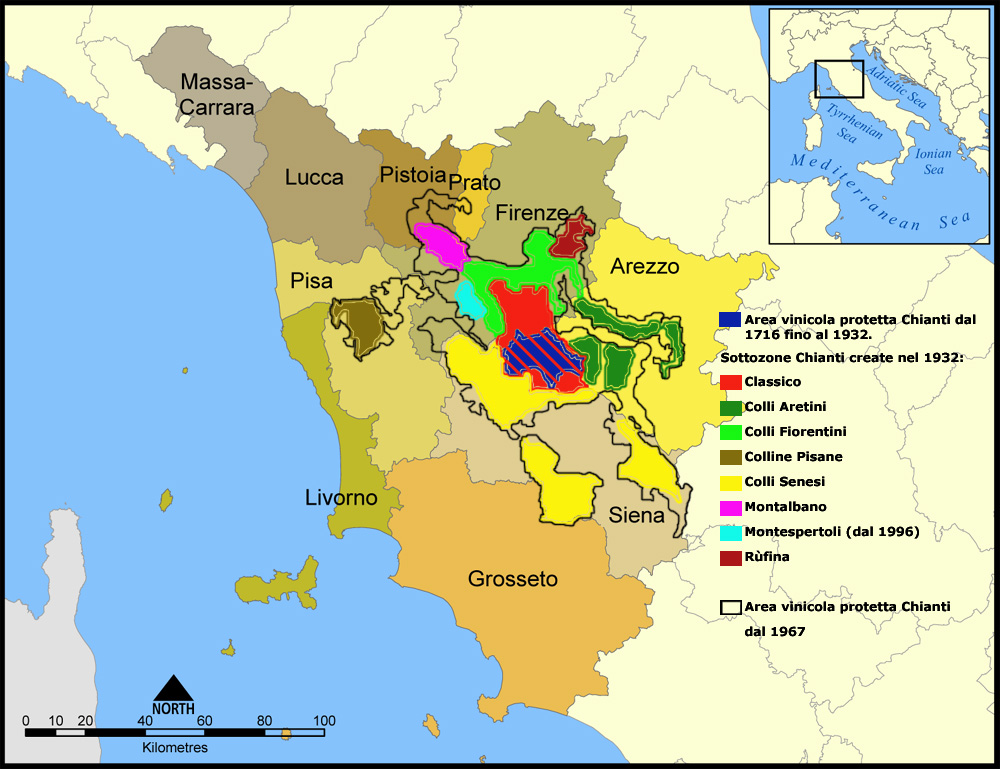
Sottozone Chianti

Il Consorzio Vino Chianti ha condiviso con il Consorzio del Vino Chianti Classico un importante pezzo di storia attraverso diverse tappe con l'evoluzione delle normatve e dei disciplinari.

### Evoluzione normativa
Nel 1932, con Decreto ministeriale del 31 luglio, per la prima volta viene delimitato per legge il territorio di produzione del vino tipico "Chianti” e vengono individuate sette zone di produzione; alla zona di origine più antica, sono riconosciuti caratteri distintivi tali da potersi chiamare “Classico”. Questa e le altre zone riconosciute, Montalbano, Rùfina, Colli Fiorentini, Colli Senesi, Chianti Colli Aretini e Chianti Colline Pisane, sono comprese in cinque province: Firenze, Siena, Arezzo, Pisa, Pistoia. Il Decreto inoltre riconosce l'utilità della costituzione di un Consorzio per la difesa del vino tipico "Chianti" che consente a tali zone di utilizzare il termine "Chianti".
Nel 1967, con Decreto del presidente della Repubblica, il vino "Chianti” ottiene il riconoscimento di Denominazione di origine controllata con l'approvazione del relativo disciplinare di produzione che ne regola gli aspetti tecnico-produttivi a garanzia dei consumatori.

### Scissione e raffinamento delle denominazioni
Negli anni Settanta/Ottanta il vino raggiunge una considerevole diffusione sia sul mercato interno, sia all'estero, e nel luglio 1984 riceve il riconoscimento Denominazione di origine controllata e garantita (D.O.C.G) con Decreto del presidente della Repubblica e nel disciplinare è ancora compresa la zona di produzione del "Chianti classico". Ci si avvia verso una scissione tra le denominazioni Chianti e Chianti Classico che si compirà definitivamente nel 1996 quando verrà riconosciuta l'autonomia dalla denominazione  Vino Chianti Classico con Decreto ministeriale e relativo disciplinare specifico; quindi Chianti Classico non è più sottozona della denominazione Chianti, ma diventa denominazione a sé. Nel 1996 la D.O.C. viene attribuita anche per la denominazione Vin Santo del Chianti.
Le zone di produzione delimitate nel 1932, rimaste invariate fino al 1996, registrano quindi dei cambiamenti con l'esclusione della zona Classico. Nel 1997 viene delimitata la zona di Montespertoli, precedentemente compresa nell'area di produzione del Chianti, e con specifico decreto ministeriale sono individuate le relative regole di produzione e caratteristiche al consumo.

## Le denominazioni attuali
Le attuali denominazioni, comprensive delle “sottozone”, previste dal Disciplinare di produzione “Chianti”,  di cui ha l’incarico ministeriale il Consorzio Vino Chianti, sono:
- Chianti
- Chianti riserva
- Chianti Superiore

Altresì il Consorzio ha l’incarico ministeriale per le seguenti DOC:
- Colli dell'Etruria Centrale
- Vin Santo del Chianti
- Vin Santo del Chianti Riserva
- Vin Santo del Chianti Occhio di Pernice
- Vin Santo del Chianti Occhio di Pernice Riserva
- Bianco dell'Empolese

## Attività
La zona sotto tutela del Consorzio vino Chianti riunisce oltre 3.000 aziende, con una superficie vitata produttiva dichiarata di 15.500 ettari, che producono ogni anno oltre un milione di quintali di uve destinate alla diffuzione del Vino Chianti D.O.P. in circa 100 milioni di bottiglie.
L'attività del Consorzio si esplica a vari livelli.
Riconoscimento "erga omnes"
Nel settembre 2012, con Decreto del Ministero delle politiche agricole alimentari e forestali, il Consorzio ottiene il Riconoscimento "erga omnes" con conferimento dell'incarico a svolgere funzioni di tutela, promozione, vigilanza, informazione del consumatore e cura generale degli interessi relativi alla D.O.C.G. Chianti. L'incarico, successivamente rinnovato ogni tre anni, prevede anche la tutela delle Denominazioni di origine del Vin Santo del Chianti, del Colli dell'Etruria Centrale e del Bianco dell'Empolese. L'ultimo rinnovo dell'incarico è stato confermato nel 2022.
Assistenza
Assistenza ai soci nelle diverse fasi della loro attività vitivinicola, comprese le pratiche amministrative previste dalla Legge e dal Disciplinare della D.O.C.G. Chianti e delle altre D.O.C. di cui ha l’incarico. 
Rappresentanza

Si occupa della comunicazione verso le istituzioni, gli organi d'informazione e il pubblico, circa le caratteristiche dei vini tutelati. 

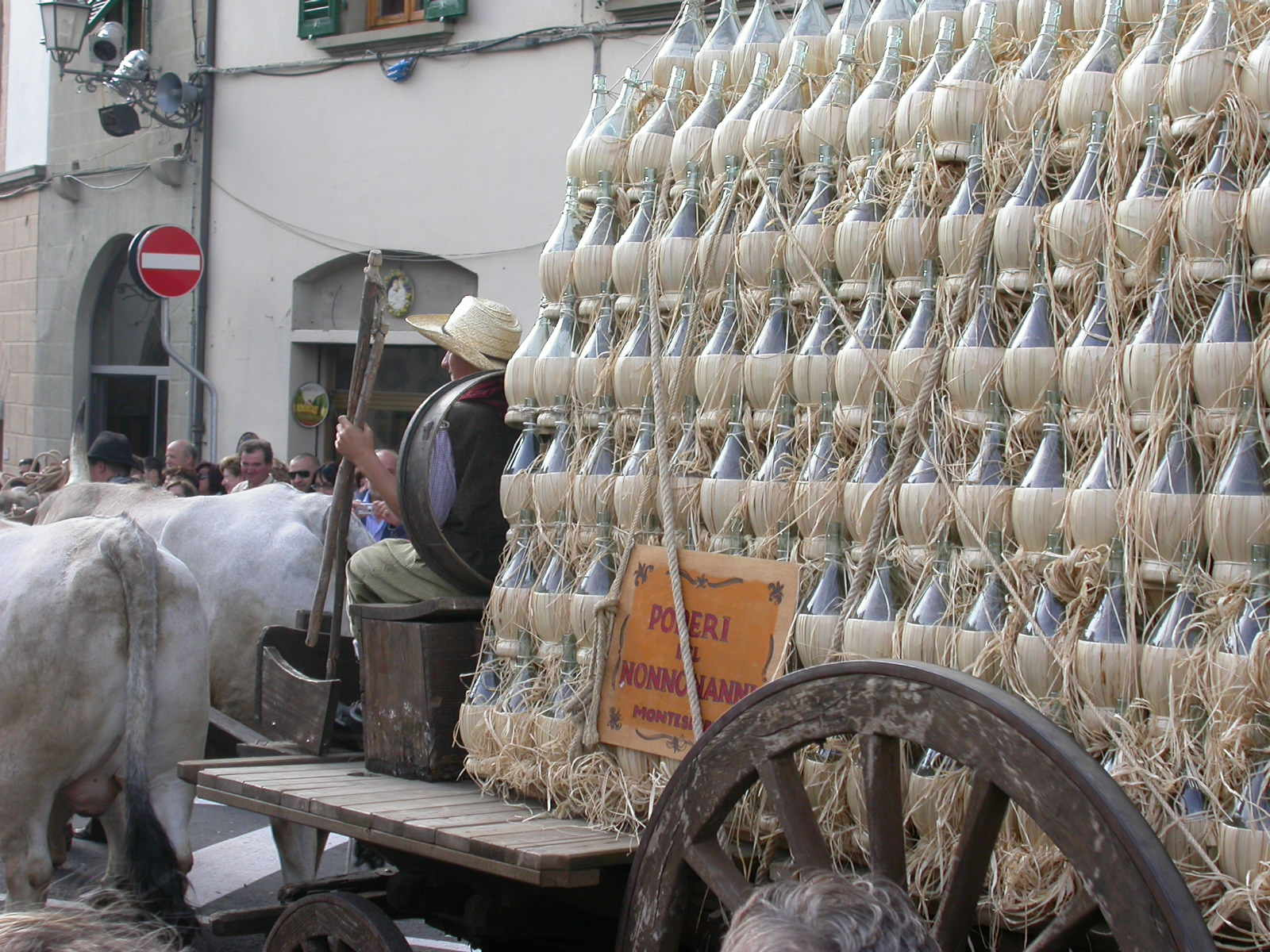
Ricostruzione storica alla Mostra del Chianti di Montespertoli (edizione 2007)

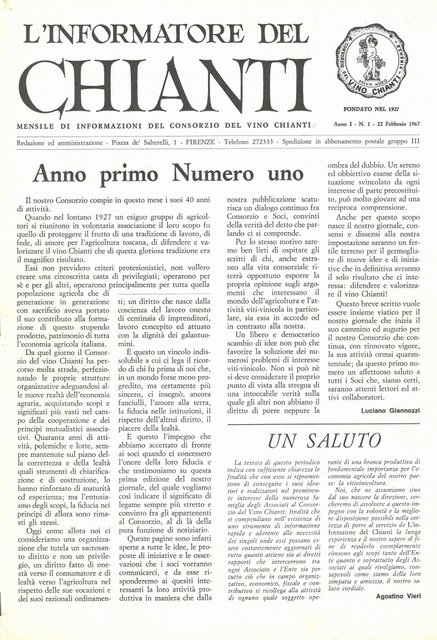
L'informatore del Chianti, anno 1, nr. 1, 1967

A tale scopo nel marzo 2016, insieme ad altri 21 consorzi di tutela toscani, fonda A.VI.TO (Associazione Vini Toscani Dop e Igp), la prima associazione unitaria di rappresentanza della viticoltura toscana di qualità che si pone l'obiettivo di fare rete con istituzioni, enti locali, associazioni di categoria e organizzazioni professionali, per valorizzare e tutelare gli interessi collettivi della filiera vitivinicola toscana.
Nel luglio 2018, insieme ad altri 11 consorzi, contribuisce alla fondazione anche di PROMOVITO, associazione che si occupa di realizzare attività divulgativa, informativa e promozionale in Italia e all'estero partecipando a fiere di settore e usufruendo dei bandi europei istituiti dal regolamento UE 1305/2013 e dal Programma di sviluppo rurale (PSR) 2014/2020 della Regione Toscana.
Vigilanza sui mercati
Il Servizio Ispettivo del Consorzio agisce nella fase di commercializzazione del vino Chianti D.O.C.G., sia autonomamente sia in collaborazione con organismi di controllo pubblici e privati, al fine di salvaguardare la qualità del vino e di tutelare il consumatore. Il servizio viene svolto sia in Italia che all'estero secondo precisi piani di controllo approvati dal Ministero delle Politiche Agricole. Il servizio si attua attraverso il prelievo e l'analisi di confezioni di vino, che riportano la denominazione CHIANTI in etichetta, poste in vendita dalla piccola e/o grande distribuzione (vendite dirette e canale HO.RE.CA.); ; eventuali difformità, rispetto ai requisiti chimico-fisici previsti dai Disciplinari, vengono segnalate agli organi competenti. Inoltre il Consorzio è molto attivo nel Web monitoring al fine di contrastare usi impropri, non autorizzati e fraudolenti delle D.O.C.G. e delle D.O.C. sotto la sua tutela.
Promozione
Si dedica a diffondere la denominazione vino Chianti D.O.P. nelle sue varie specificità, sia sui mercati consolidati che nei paesi emergenti. Organizza iniziative fieristiche o professionali destinate al commercio, alla stampa, nonché ai Chianti Lovers. Con il Riconoscimento "erga omnes" gli oneri di queste molteplici attività sono estesi a tutti i protagonisti della filiera, a prescindere dall'essere associati o meno.
Gestione della denominazione
Il Consorzio è il soggetto che programma i tempi della crescita, della produzione o del suo rallentamento e quant'altro necessario alla corretta gestione della denominazione, in funzione delle esigenze della produzione e dell'equilibrio del mercato. Gli è stato inoltre conferito il ruolo di soggetto atto alla distribuzione dei contrassegni di Stato, ovvero dei sigilli di garanzia che certificano il rispetto di tutte le condizioni e i requisiti previsti dal disciplinare di produzione del vino acquistato dal consumatore.
Prodotti trasformati
La legge 12 dicembre 2016, n. 238, precisamente l'articolo 44, comma 9 consente alle aziende che ne fanno richiesta di citare vini DOP e IGP nell'etichettatura, nella presentazione o nella pubblicità di alimenti che nei loro processi produttivi hanno utilizzato vini a DOP o IGP. 

Il Consorzio, in virtù del suo Riconoscimento "erga omnes", vigila e rilascia, laddove ne ricorrano le condizioni fissate in apposito regolamento interno,  l’inserimento in etichetta della denominazione di cui ha l’incarico. Gli alimenti più diffusi che vedono la presenza fra gli ingredienti del vino Chianti DOP sono: salami, formaggi e ragù.

## Pubblicazioni
- L'informatore del Chianti. Mensile di informazione del Consorzio del vino Chianti. In pubblicazione dal febbraio 1967.

### Esplicative
1. ↑  Olinto Guerri Fontanelli, comm. dott. Giuseppe d'Ancona, conte Lorenzo Guicciardini, Stefano Rosselli del Turco, marchese Luigi Viviani della Robbia, prof. Teodoro Stori, dott. Emanuele dei Principi Corsini, Guido dei Principi Corsini, cav. Guido Forini Lippi, conte comm. Guido Chigi Saracini degli Useppi, dott. Domenico Aloisi, avv. Domenico Borella, avv. Giovanni Cateni, conte Clemente Busi, Ottavio Soderi, nobile dott. Federigo de Filippii Cantini, avv. Giovanni Chiostri, Lamberto Sarteschi, avv. Rodolfo Alamanni, marchese Lodovico Antinori, Lorenzo Corsini, marchese Giuliano Gondi, cav. Guido Ciappi, cav. Rambaldo Fineschi, il Barone Giorgio Enrico Levi, cav. Michelangiolo Fonseca, Francesco Giannozzi, marchese Carlo Torrigiani, marchese Antonino Lottaringhi della Stufa, cav. dott. Paolo Aman Niccolini. Cfr.:  Roberto Scalacci e Daniele Vergari (a cura di), Pier Antonio Micheli. Istoria delle viti, che si coltivano nella Toscana: nella quale vengono dimostrate, e descritte circa dugento spezie delle medesime, e quali sono disposte metodicamente secondo la forma ... : (manoscritto conservato presso la Biblioteca Nazionale Centrale di Firenze, Ms. Targ. Tozz., Str. 374), Firenze, Associazione Giovan Battista Landeschi. Consorzio del vino Chianti. Regione Toscana, 23 gennaio 2009,  p. 48.)

### Bibliografiche
1. 1 2   Vino, il Consorzio Chianti torna a Parigi per VinexpoVino, il Consorzio Chianti torna a Parigi per Vinexpo, in La Nazione, 9 febbraio 2024. URL consultato il 24 febbraio 2024.
2. 1 2   Consorzio Vino Chianti, English:  Official Deed of Incorporation of Consosrzio Chianti, 1927 (PDF), 26 aprile 2023. URL consultato il 25 giugno 2025.
3. ↑   Roberto Scalacci e Daniele Vergari (a cura di), Pier Antonio Micheli. Istoria delle viti, che si coltivano nella Toscana: nella quale vengono dimostrate, e descritte circa dugento spezie delle medesime, e quali sono disposte metodicamente secondo la forma ... : (manoscritto conservato presso la Biblioteca Nazionale Centrale di Firenze, Ms. Targ. Tozz., Str. 374), Firenze, Associazione Giovan Battista Landeschi. Consorzio del vino Chianti. Regione Toscana, 23 gennaio 2009,  p. 48.
4. ↑   Eleonora Cozzella, I grandi vini italiani: il Chianti, 9 Luglio 2020. URL consultato il 22 luglio 2023.
5. ↑   Delimitazione del territorio di produzione del vino tipico "Chianti", in Gazzetta ufficiale del Regno d'Italia, n. 209, 9 settembre 1932,  pp. 3983-3989. URL consultato il 21 maggio 2023.
6. ↑   Riconoscimento della denominazione di origine controllata del vino Chianti e approvazione del relativo disciplinare di produzione, in Gazzetta ufficiale, 30 agosto 1967,  pp. 4824-8233. URL consultato il 10 maggio 2023.
7. ↑  Il disciplinare verrà rivisto e aggiornato più volte nel corso degli anni. Cfr.:  Disciplinare di produzione e successive modifiche, su consorziovinochianti.it. URL consultato il 10 maggio 2023.
8. ↑   Riconoscimento della denominazione di origine controllata e garantita del vino Chianti e approvazione del relativo disciplinare di produzione, in Gazzetta Ufficiale della Repubblica Italiana, 20 ottobre 1984,  p. 8813. URL consultato il 10 maggio 2023.
9. ↑   Modificazioni al disciplinare di produzione della denominazione di origine controllata e garantita "Chianti" ed approvazione dei disciplinari di produzione relativi ai vini a denominazione di origine controllata e garantita "Chianti" e "Chianti classico", in Gazzetta ufficiale della Repubblica Italiana, 5 agosto 1996. URL consultato il 10 maggio 2023.
10. ↑   DISCIPLINARE DI PRODUZIONE DELLA DENOMINAZIONE DI ORIGINE CONTROLLATA DEL VINO «VIN SANTO DEL CHIANTI» (PDF), su www.consorziovinochianti.it. URL consultato il 3 agosto 2023.
11. ↑   Riconoscimento del vino a denominazione di origine controllata e garantita "Chianti" con riferimento alla sottozona "Montespertoli" e modificazione al disciplinare di produzione dei vini a denominazione di origine controllata e garantita "Chianti", in Gazzetta ufficiale, 3 ottobre 1997,  p. 44.
12. ↑   Riconoscimento del Consorzio Vino Chianti e conferimento dell'incarico a svolgere le funzioni di tutela, promozione, valorizzazione, informazione..., in Gazzetta Ufficiale, 13 settembre 2012,  p. 22. URL consultato il 21 maggio 2023.
13. ↑   Consorzi tutela attivita erga omnes, su dirittovitivinicolo.eu. URL consultato il 2 maggio 2023.
14. ↑   Conferma dell'incarico al Consorzio vino Chianti a svolgere le funzioni di promozione, valorizzazione, vigilanza, tutela, informazione..., in Gazzetta Ufficiale, 22 aprile 2022,  p. 73. URL consultato il 21 maggio 2023.
15. ↑   Francesco Mazzei è il nuovo presidente A.vi.to, in Civiltà del bere, 17 giugno 2019. URL consultato il 4 maggio 2023.
16. ↑   A ProWein esordisce Promovito: i Consorzi di Toscana uniti sotto lo stesso ombrello, su winenews.it, 19 marzo 2019. URL consultato il 4 maggio 2023.
17. ↑   Regolamento (UE) N. 1305/2013 del Parlamento Europeo e del Consiglio del 17 dicembre 2013, in Gazzetta ufficiale dell'Unione europea, 20 dicembre 2013. URL consultato il 4 maggio 2023.
18. ↑   Psr Feasr 2014-2020, gli strumenti finanziari: erogazione prestiti fino al 30 settembre 2022, su regione.toscana.it. URL consultato il 4 maggio 2023.
19. ↑   Contrassegni alcolici, su ipzs.it. URL consultato il 3 maggio 2023.
20. ↑   Disciplina organica della coltivazione della vite e della produzione e del commercio del vino, in Gazzetta ufficiale, 28 dicembre 2016,  p. 17. URL consultato il 21 maggio 2023.